# 나가야마 요코
나가야마 요코(일본어: 長山 洋子, 1968년 1월 13일 ~ )는 일본의 여성 엔카 가수이다.

## 생애
1968년 1월 13일 일본 도쿄도 오타구에서 태어났다. 어릴 때 아버지의 영향으로 민요를 좋아하였으며, 빅터 민요소년합창단에 재적했었다. 민요 합창단 시절 연예계에 스카우트되었는데, 당시 그녀의 나이 및 일본 가요계의 판도를 고려하여 엔카가 아닌 아이돌 가수로서 데뷔하게 되었다. 1984년 4월 《春はSA.RA.SA.RA(봄은 보송보송)》라는 곡으로 데뷔하였으며, 1986년 《ヴィーナス(비너스)》를 커버하여 히트시켰다. 1988년에는 영화 《恋子の毎日(고이코의 매일)》의 주연을 맡기도 하였다.
이후 데뷔 10주년을 맞이한 1993년 정식으로 엔카 가수로 전향하였으며, 이때 발매한 《蜩(쓰르라미)》가 히트하여 여러 상을 수상함은 물론, NHK 홍백가합전에 첫 출연하였다. 이후에도 여러 히트곡을 내었으며, NHK 홍백가합전에는 2007년까지 총 14회 출연하였고, 2012년 데뷔 30주년을 기념하여 콘서트를 개최하였다. 현재 빅터 엔터테인먼트에 소속되어 있다.
한편 2009년 4월 6일 미국인 사업가 마크 스미스와 혼인하였으며, 2010년 8월 16일 첫 딸을 출산하였다.

## 주요 작품
- 《蜩》 (쓰르라미, 1993년)
- 《海に降る雪》 (바다에 내리는 눈, 1993년)
- 《めおと酒》 (부부의 술, 1994년)
- 《蒼月(つき)》 (달, 1994년)
- 《捨てられて》 (버려지고, 1995년)
- 《心の糸》(마음의 끈, 1995년) - 한신 대지진 구호기금 마련을 위해 발매, 고자이 가오리(香西かおり), 고다이 나쓰코(伍代夏子), 사카모토 후유미(坂本冬美), 후지 아야코(藤あや子)와 함께 부른 곡.
- 《たてがみ》 (갈기, 1996년)
- 《父さんの詩》 (아버지의 노래, 1996년)
- 《さだめ雪》 (운명의 눈, 1999년)
- 《恋酒場》 (사랑의 술집, 2000년)
- 《紅い雪》 (붉은 눈, 2000년)
- 《遠野物語》 (도노 이야기, 2001년)
- 《めぐり逢い》 (재회, 2002년)
- 《じょんから女節》 (죵카라 여자 부시, 2003년)
- 《おんな炭坑節》 (여자 탄갱 부시, 2004년)
- 《絆》 (인연, 2006년)
- 《悦楽の園》 (열락의 동산, 2007년)
- 《瀬戸の晩夏》 (세토의 만하, 2009년)
- 《おけさ恋唄》 (오케사 사랑 노래, 2010년)
- 《木曾の翌檜》 (키소의 아스나로, 2012년)
- 《ほっとしてください》 (안심하세요, 2012년) 등[5]

## 수상
- 1993년 《일본 가요 대상》 최우수 방송음악상
- 1993년 《일본 유선 대상》 유선음악상
- 1993년 《전일본 유선 방송 대상》 우수스타상
- 1994년 《일본 유선 대상》 유선음악 우수상
- 1994년 《일본 레코드 대상》 우수상
- 1994년 《일본 작사 대상》 대상[6]
- 1995년 《일본 유선 대상》 대상, 최다 리퀘스트곡상, 방송음악 우수상
- 1995년 《전일본 유선 방송 대상》 베스트 리퀘스트상
- 1995년 《일본 레코드 대상》 우수작품상 등[1]

## 기타
- 2008년 쓰가루쟈미센 대사(津軽三味線大使) 제1호[7]